# Helado de chocolate
El helado de chocolate es un tipo de helado con sabor a chocolate que puede ser natural o artificial. Esta variedad de helado data de antes de 1693, año en el que fue publicada la primera receta de ese helado en Italia.

## Historia
En 1691, François Massialot publicó una receta llamada Eau de chocolat que es un helado de chocolate preparado a partir de chocolate, leche y azúcar. Las primeras recetas de helado de chocolate fueron publicados en Nápoles, Italia en 1693 en The Modern Steward de Antonio Latini. El chocolate fue uno de los primeros sabores de helado, creado antes que el helado de vainilla, ya que las bebidas comunes como el chocolate caliente, el café y el té fueron los primeros alimentos que se convirtieron en postres helados. El chocolate caliente se había convertido en una bebida popular en la Europa del siglo XVII, junto con el café y el té, y las tres bebidas se usaban para hacer postres congelados y no congelados. Latini produjo dos recetas de helados basadas en la bebida, las cuales contenían solo chocolate y azúcar. En 1775, el médico italiano Filippo Baldinucci escribió un tratamiento titulado De sorbetti, en el que recomendaba el helado de chocolate como remedio para diversas afecciones médicas, incluida la gota y el escorbuto.
El helado de chocolate se hizo popular a finales del siglo XIX. Hasta 1800, el helado era un postre raro y exótico que disfrutaba principalmente la élite. En el siglo XX la fabricación de helados se transformó en una nueva industria.

## Producción
El helado de chocolate generalmente se elabora mezclando cacao en polvo junto con los huevos, la crema, la vainilla y el azúcar que se usan para hacer el helado de vainilla. A veces, el licor de chocolate se usa además del cacao en polvo, o se usa exclusivamente, para crear el sabor del chocolate. El cacao en polvo le da al helado de chocolate su color marrón, y es poco común agregarle otros colorantes.
El Codex Alimentarius, que proporciona un conjunto internacional de normas para los alimentos, establece que el sabor del helado de chocolate debe provenir de sólidos de cacao sin grasa que deben comprender al menos el 2.0% del peso de la mezcla. El contenido mínimo de grasa del helado de chocolate suele ser del 8%, independientemente de la cantidad de edulcorante de chocolate en la receta.